# (865) Zubaida
Pour les articles homonymes, voir Zubaida.
(865) Zubaida est un astéroïde de la ceinture principale découvert le 15 février 1917 par l'astronome allemand Max Wolf à Heidelberg. Sa désignation provisoire était 1917 BO.
Le nom de l’astéroïde est dérivé d’un personnage de l’opéra Abu Hassan de Carl Maria von Weber.